# Nu Tauri
Désignations
Nu Tauri (ν Tau, ν Tauri) est une étoile de la constellation du Taureau. Nu Tauri est une étoile blanche de la séquence principale de type spectral A0,5Va avec une magnitude apparente de +3,91. D'après la mesure de sa parallaxe annuelle, elle est distante d'environ 117 années-lumière de la Terre. Elle a 2,2 fois la masse du Soleil, presque le double de son rayon et est environ 26 fois plus lumineuse que le Soleil.